# Francis Fletcher (prêtre)
Pour les articles homonymes, voir Fletcher.
Francis Fletcher (vers 1555 - vers 1619) est un prêtre de l'Église d'Angleterre qui a accompagné Francis Drake lors de son tour du monde (en) de 1577 à 1580 et en a gardé un compte rendu écrit.

## Biographie
Beaucoup de choses sont connues sur les trois années de voyage de Francis Fletcher autour du monde avec Francis Drake, mais il y a peu d'informations certaines sur le reste de sa vie. John Venn identifie Francis Fletcher comme un homme de ce nom qui est entré au Pembroke College de Cambridge, en 1574, mais n'a pas obtenu de diplôme. Il est brièvement recteur de St Mary Magdalen (en), une paroisse de la Cité de Londres, et démissionne en juillet 1576 pour rejoindre Francis Drake dans la préparation d'une flotte à des fins qui sont encore contestées. Il est l'aumônier de Francis Drake pendant le voyage de trois ans qui suit et il tient un journal de leurs aventures qu'il remet à Francis Drake lors du retour de l'expédition en Angleterre, en 1580.
En septembre 1578, le Golden Hind, le navire de Francis Drake, passe le détroit de Magellan au milieu des tempêtes, et Francis Fletcher écrit que le navire a été mené jusqu'à « l'île la plus éloignée de Terra Incognita ». Il fait une carte de « Elizabeth Iland », que Francis Fletcher et Francis Drake revendiquent pour l'Angleterre, la nommant Elizabeth Island.
Francis Fletcher est parfois en désaccord avec Drake. Dans un sermon qu'il prêche à l'expédition en janvier 1580, Francis Fletcher suggère que les récents malheurs de leurs navires résultent de la mort injuste de Thomas Doughty, dont Francis Drake a ordonné la décapitation le 2 juillet 1578. Après le sermon, Francis Drake fait enchaîner Francis Fletcher à un panneau d'écoutille, puis il « l'excommunie solennellement ».
John Venn affirme que Francis Fletcher était recteur de Bradenham dans le Buckinghamshire, de 1579 à 1592, mais un auteur ultérieur, David B. Quinn, souligne que John Venn était encore à l'étranger en 1579 et pense que John Venn le confond avec un homme nommé Richard Fletcher. En 1593, Francis Fletcher devient vicaire de Tickhill, dans le Yorkshire, et en 1605, il épouse Margaret Gallard, une veuve. Il est peut-être mort en 1619, lorsqu'un autre homme a été nommé à son bénéfice ecclésiastique.
Le journal de Francis Fletcher sur le voyage de Francis Drake constitue la base de The World Encompassed by Sir Francis Drake (en), un récit du voyage publié à Londres en 1628 à l'instigation du neveu de Francis Drake, un autre Francis Drake. Une copie de la première partie du journal de Fletcher a été faite par un homme nommé John Conyers, décrit comme « citoyen et apothicaire de Londres », vers 1677, et elle est conservée à la British Library, cataloguée « Sloane MS 61, Francis Fletcher's Log »,.

## Culture populaire
Francis Fletcher est interprété par Roger Adamson dans le film Drake's Venture (en) (1980).